# Ziapelta
Ziapelta (il cui nome significa "scudo di Zia") è un genere estinto di dinosauro ankylosauride vissuto nel Cretaceo superiore, circa 74,5-72,6 milioni di anni fa (Campaniano), in quello che oggi è il Nuovo Messico, USA. Il genere contiene una singola specie, ossia Z. sanjuanensis.

## Descrizione

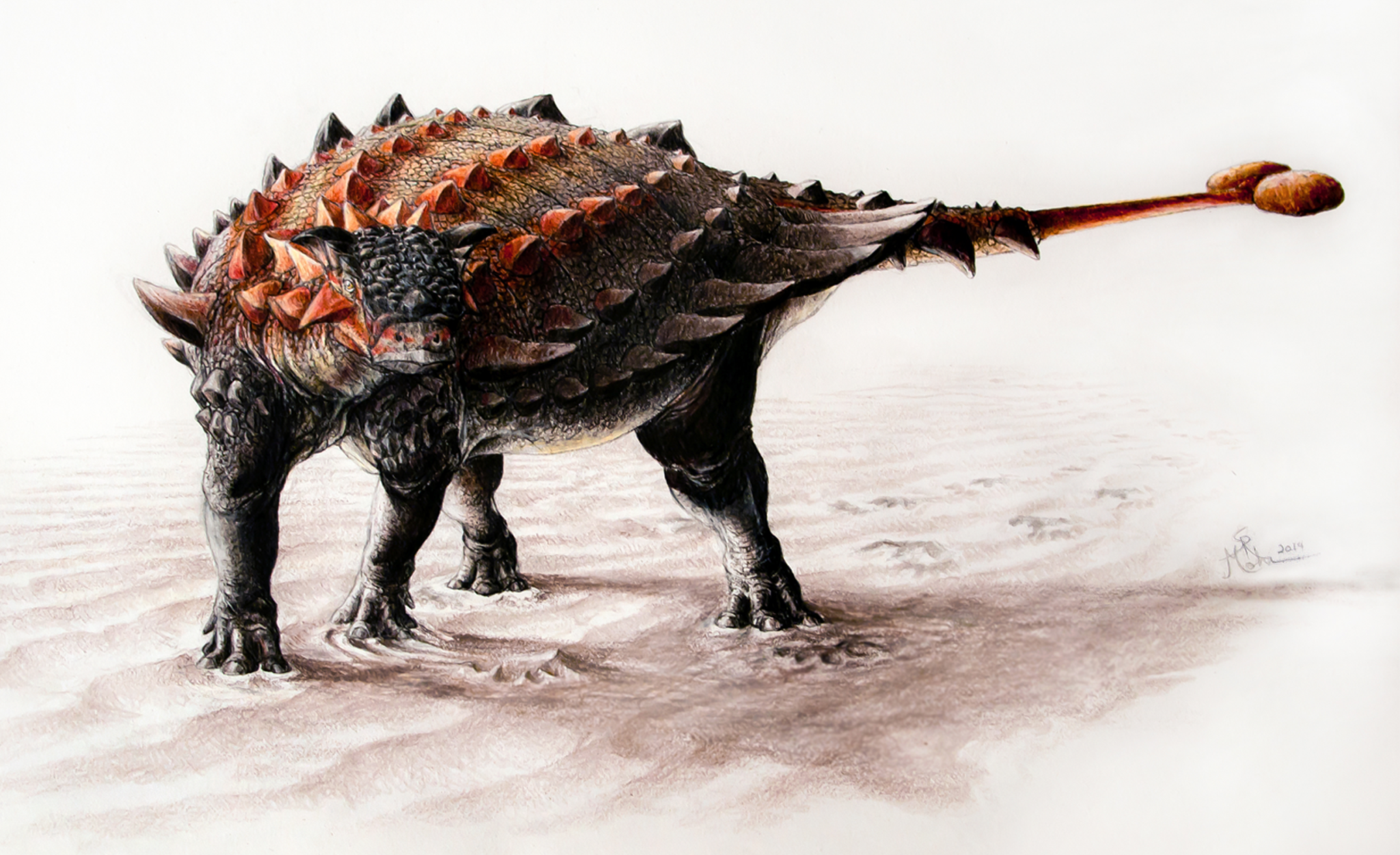
Ricostruzione di Z. sanjuanensis

Lo Ziapelta è un ankylosauride di medie dimensioni, la cui lunghezza da adulto è stimata dai 4,6 metri (15 piedi) ai 6,1 metri (20 piedi), dipendendo se l'olotipo rappresenta un esemplare completamente sviluppato o rappresentasse un esemplare immaturo.
Lo Ziapelta mostra tre tratti derivati, o autapomorfie, unici. La piastra centrale dell'osso, caputegula, del muso era grande, prominente e di forma vagamente triangolare. Lo Ziapelta aveva corni squamerali profondi e anteriormente ricurve (lunghi circa 10,2 centimetri (4 pollici) dalla base alla punta). La base posteriore del cranio presenta tre solchi profondi. Un altro possibile tratto distintivo è la miscela di caputegolee concave, piatte e convesse sulla parte superiore del cranio.
Nella stessa formazione in cui è stato ritrovato l'animale (la Formazione Kirtland) è noto un secondo ankylosauro conosciuto per resti frammentari, il Nodocephalosaurus. Lo Ziapelta differisce da Nodocephalosaurus per diversi tratti. Il bordo delle corna squamali è più nitido. Le punte di queste corna sono più curve in avanti anziché in basso. Le punte degli osteodermi sopra le orbite sono più nitidi. Le caputegule sono di forma più irregolare, leggermente convesse anziché a forma di cono, hanno un contorno più rettangolare invece che arrotondato e sono separate da solchi più profondi.

### Cranio

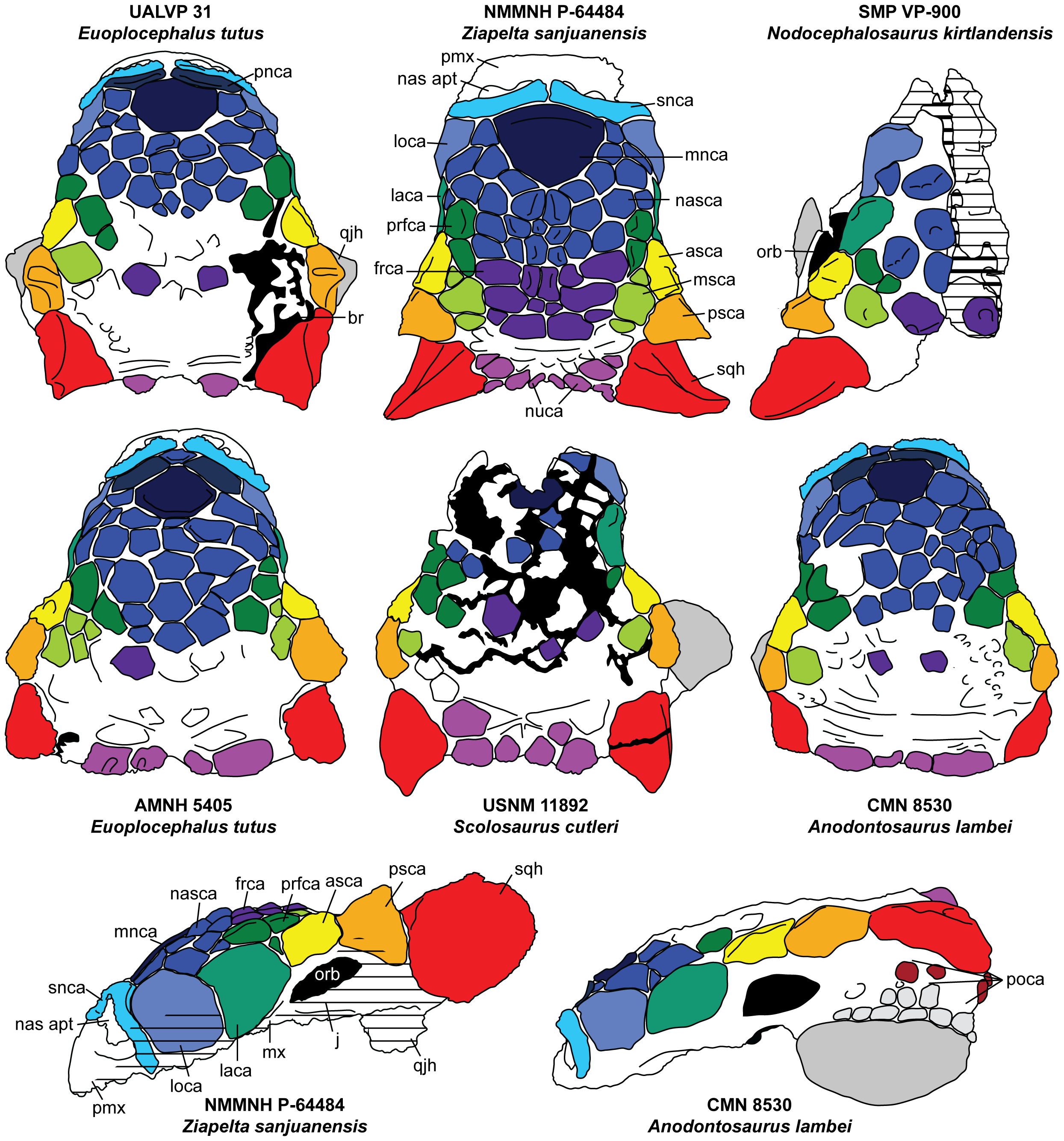
Il pattern di caputegulae negli ankylosauridi; Ziapelta in alto al centro e in basso a sinistra

Il cranio dello Ziapelta ha una lunghezza di circa 44 centimetri. Il muso non si restringe dinanzi alle orbite e il suo punto più largo è formato dalle trombe squamose sugli angoli posteriori superiori. Il cranio è piuttosto piatto e questo è solo in piccola parte causato dalla compressione del fossile. La porzione antorbitale del cranio era leggermente convessa, e le premascelle erano larghe, quadrate e coperte da una decorazione cranica piuttosto piatta. I vestiboli nasali sono orientati verso la parte anteriore e hanno la forma di ovali piatti. Il caputegula del muso centrale è eccezionalmente grande, e copre circa la metà della larghezza del muso mentre in altre specie che possiedono una tale struttura è al massimo il 40%. È anche triangolare anziché esagonale, ossia la forma abituale negli ankylosauridi. Dietro a questa fila centrale, file di caputegole più piccole corrono da dietro; hanno un diametro di circa tre centimetri e sono rettangolari, pentagonali o esagonali. La mascella era lunga 11,9 centimetri (4,7 pollici) e contenevano circa diciotto piccoli denti su ciascun lato. L'esterno della mascella era coperto da un grande osteoderma loreale, che si sovrapponeva al bordo del muso. Un grande placca lacrimale era posizionata dietro di esso. Il bordo sopra la cavità oculare possiede due osteodermi, ognuno dei quali forma un picco separato, come negli ankylosauridi asiatici. Il bordo posteriore del cranio è ornato da piccoli osteodermi, orientati in qualche modo verso la linea mediana e, gradualmente aumentando di dimensioni, verso l'esterno del cranio. Le corna squamose sugli angoli posteriori del cranio erano molto alte, spesse e incurvate in avanti. La forma delle corna sugli zigomi è sconosciuta a causa del danneggiamento del cranio durante la fossilizzazione.
Nella parte posteriore del cranio, i processi paroccipitali sono fusi con i quadrati. Il contatto con il collo, il condilo occipitale, è a forma di rene con una superficie liscia circondata da un solco. Nello Ziapelta, le ossa dei lati del cranio posteriore superiore, gli exoccipitali, non contribuiscono a questo condilo che è completamente formato dal basioccipitale, l'elemento inferiore della scatola cranica posteriore. Più in basso questo basioccipitale mostra tre solchi profondi paralleli, delimitati da quattro cerchi. La scanalatura centrale ha l'apertura del foramen basioccipitale. Sul davanti il basiocciptale tocca la base triangolare del diaframma della parte inferiore della scatola cranica. I due elementi non sono completamente fusi, ma nella vista laterale mostrano una sutura chiara, che scorre obliquamente verso il basso.
Nella parte inferiore del cranio, le premascelle anteriori formano un palato secondario ossuto, con una superficie concava. Ogni premascella è attraversata da due forami. Entrambi gli elementi si trovano sulla punta del muso separati da uno spazio vuoto, che termina a circa 35 millimetri davanti alla punta stretta e piatta del vomere sulla linea mediana. Dietro la premascella, le ali interne delle mascelle formano i bordi delle coane, le narici interne. Nella parte posteriore del vomere si trovano le ossa palatali triangolari. Queste non sono attraversate da grandi finestre, anche se una depressione triangolare è presente nella parte inferiore.

### Osteodermi

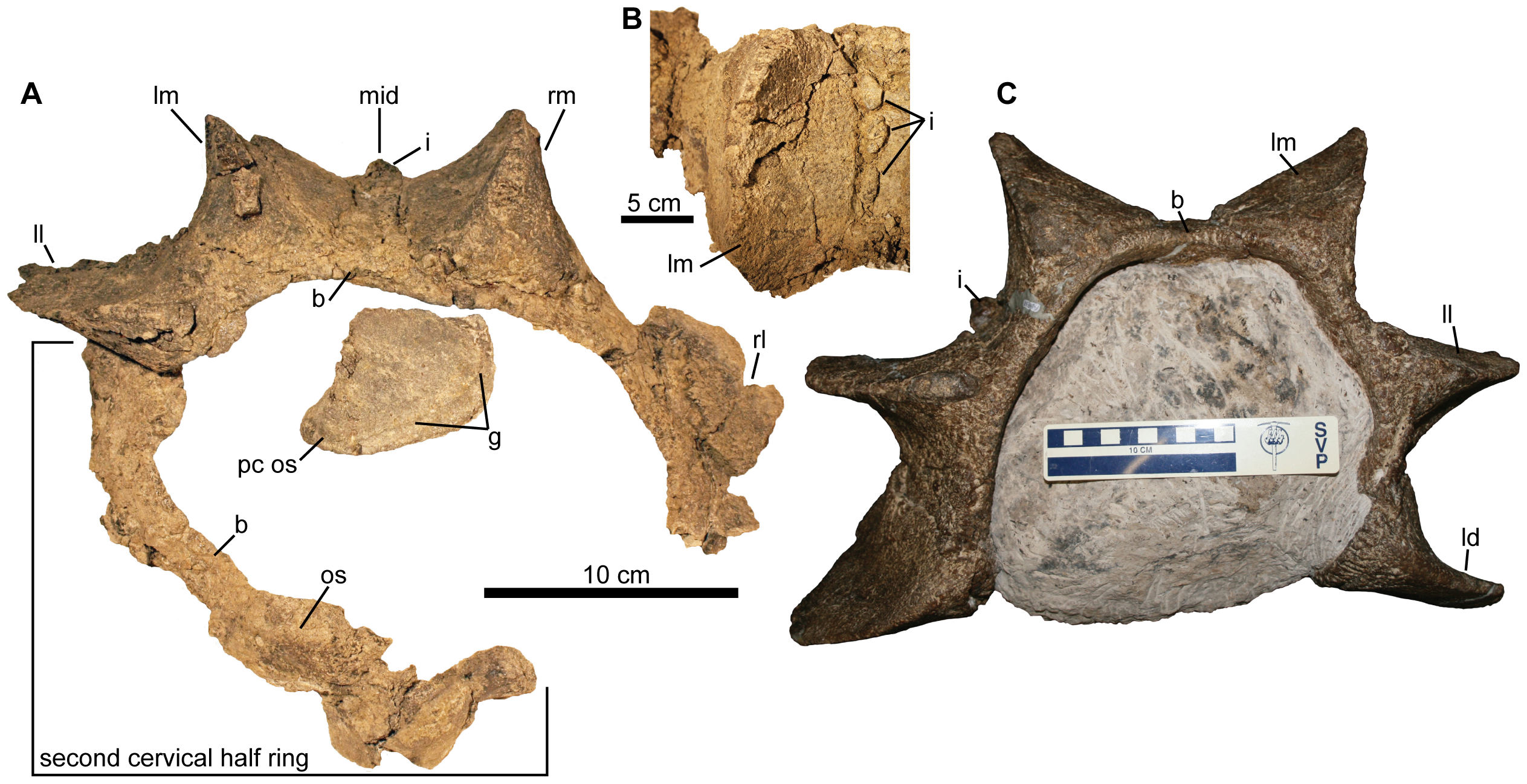
Tre semianelli cervicali assegnati a Z. sanjuanensis

Il corpo dello Ziapelta era protetto da osteodermi, ossificazioni della pelle. Oltre agli osteodermi che fanno parte del cranio, erano presenti anche due semianelli cervicali per proteggevano la parte dorsale del collo, mentre file di osteodermi ovali correvano, probabilmente, lungo il dorso e i lati del corpo; questi ultimi sono noti solo come esemplari non associati. Tutti gli osteodermi trovati hanno una superficie che è densamente snocciolata, ma priva di vene.
I semianelli cervicali degli ankylosauridi, tipicamente, consistono in sei segmenti fusi accoppiati ciascuno: uno laterale nella parte superiore, un secondo segmento nella parte superiore e un terzo nella parte inferiore. Questi segmenti erano fusi in un anello osseo continuo sottostante. Nello Ziapelta i segmenti consistevano in osteodermi di forma ovale e/o rettangolare. Questi osteodermi erano carenati, caratterizzati da un bordo tagliente. Gli osteodermi avevano una lunghezza compresa tra i 146 e i 169 millimetri, tra i 58 e i 104 millimetri di larghezza e le loro chiglie variavano tra i 2,4 centimetri (0,94 pollici) e i 10,9 centimetri (4,3 pollici) di altezza. Quando i segmenti medi si toccavano sulla linea mediana, all'interno della sutura era presente una fila irregolare di piccoli osteodermi a forma di interstiziale a trapezio. Nella parte anteriore della sutura del primo semianello cervicale, sporgeva un piccolo osteoderma interstiziale a forma di cono. Tali elementi interstiziali erano assenti con nei segmenti laterali.
L'esemplare NMMNH P-66930, un primo semianello cervicale, condivideva diversi tratti con la sua controparte dell'olotipo: chiglie alte e strette, osteodermi interstiziali nel mezzo e un osteoderma sul lato inferiore che non si avvolge attorno al bordo inferiore. L'esemplare è quindi stato assegnato a Ziapelta sanjuanensis.
Sono stati scoperti diversi osteodermi non associati a materiale scheletrico. Uno di questi potrebbe essere stato originariamente parte di un semianello. Un secondo è interpretato come proveniente dalla regione pettorale, nella parte superiore del petto. Un terzo, che misurava 118 per 68 millimetri, aveva una chiglia stretta e la classica forma a pinna di squalo tipica delle spine laterali degli ankylosauri, ed è quindi stato identificato come un osteoderma laterale del torso. Sono stati scoperti anche alcuni piccoli ossicini, scudi rotondi di sezione compresa tra due e quattro centimetri, con una forma conica o piatta e con una superficie butterata. Tuttavia, la loro posizione originale non può essere determinata.

## Classificazione

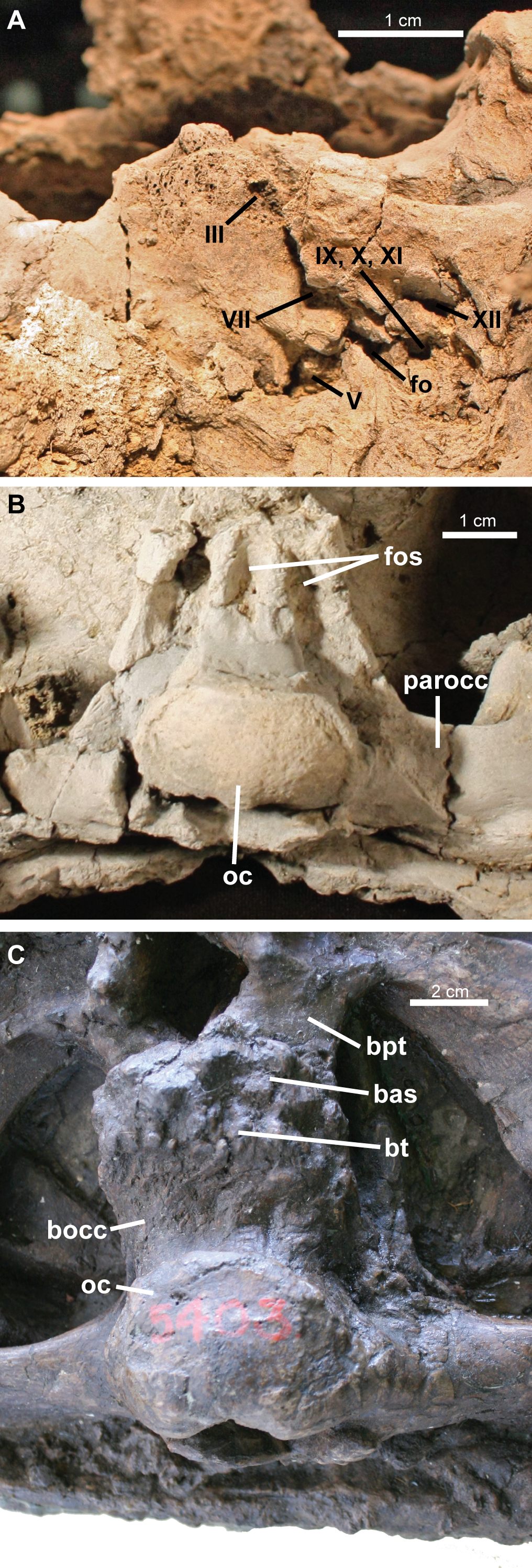
Scatola cranica di Ziapelta (A, B) a confronto con quella di Euoplocephalus (C)

Lo Ziapelta fa parte della famiglia Ankylosauridae, possibilmente strettamente imparentato con Scolosaurus del Canada, essendo il sister taxon in molti degli alberi evolutivi resi dall'analisi cladistica che faceva parte del documento descrittivo. Era quindi parte di un clade contenente anche altri ankylosauridi americani. Tuttavia, non era strettamente imparentato a Nodocephalosaurus che viveva nel suo stesso habitat, in quanto quest'ultimo è stato associato agli ankylosauridi mongoli. Tuttavia, gli autori hanno dichiarato che in un albero alternativo in cui Ziapelta e Nodocephalosaurus siano costretti ad essere sister taxon, mancherebbe un singolo passo evolutivo, ossia un singolo tratto addizionale condiviso, e quindi solo leggermente meno probabile. Tuttavia, nell'analisi cladistica di Penkalski (2018), lo Ziapelta è stato confermato come sister taxon di Scolosaurus, all'interno del clade Euoplocephalini.
Il seguente cladogramma segue l'analisi filogenetica sugli Ankylosaurinae, di Arbour e Currie (2015):
|  | Saichania                                              |
|  |                                                        |
|  | \| \| Tarchia \| \| \| \| \| \| Zaraapelta \| \| \| \| |
|  |                                                        |
|  | Tarchia                                                |
|  |                                                        |
|  | Zaraapelta                                             |
|  |                                                        |

|  | Tarchia    |
|  |            |
|  | Zaraapelta |
|  |            |

|  | Talarurus         |
|  |                   |
|  | Nodocephalosaurus |
|  |                   |

|  | Ankylosaurus   |
|  |                |
|  | Anodontosaurus |
|  |                |

|  | Scolosaurus |
|  |             |
|  | Ziapelta    |
|  |             |

|  | Ankylosaurus   |
|  |                |
|  | Anodontosaurus |
|  |                |

|  | Scolosaurus |
|  |             |
|  | Ziapelta    |
|  |             |

|  | Talarurus         |
|  |                   |
|  | Nodocephalosaurus |
|  |                   |

|  | Ankylosaurus   |
|  |                |
|  | Anodontosaurus |
|  |                |

|  | Scolosaurus |
|  |             |
|  | Ziapelta    |
|  |             |

|  | Ankylosaurus   |
|  |                |
|  | Anodontosaurus |
|  |                |

|  | Scolosaurus |
|  |             |
|  | Ziapelta    |
|  |             |

|  | Talarurus         |
|  |                   |
|  | Nodocephalosaurus |
|  |                   |

|  | Ankylosaurus   |
|  |                |
|  | Anodontosaurus |
|  |                |

|  | Scolosaurus |
|  |             |
|  | Ziapelta    |
|  |             |

|  | Ankylosaurus   |
|  |                |
|  | Anodontosaurus |
|  |                |

|  | Scolosaurus |
|  |             |
|  | Ziapelta    |
|  |             |

|  | Talarurus         |
|  |                   |
|  | Nodocephalosaurus |
|  |                   |

|  | Ankylosaurus   |
|  |                |
|  | Anodontosaurus |
|  |                |

|  | Scolosaurus |
|  |             |
|  | Ziapelta    |
|  |             |

|  | Ankylosaurus   |
|  |                |
|  | Anodontosaurus |
|  |                |

|  | Scolosaurus |
|  |             |
|  | Ziapelta    |
|  |             |

|  | Saichania                                              |
|  |                                                        |
|  | \| \| Tarchia \| \| \| \| \| \| Zaraapelta \| \| \| \| |
|  |                                                        |
|  | Tarchia                                                |
|  |                                                        |
|  | Zaraapelta                                             |
|  |                                                        |

|  | Tarchia    |
|  |            |
|  | Zaraapelta |
|  |            |

|  | Talarurus         |
|  |                   |
|  | Nodocephalosaurus |
|  |                   |

|  | Ankylosaurus   |
|  |                |
|  | Anodontosaurus |
|  |                |

|  | Scolosaurus |
|  |             |
|  | Ziapelta    |
|  |             |

|  | Ankylosaurus   |
|  |                |
|  | Anodontosaurus |
|  |                |

|  | Scolosaurus |
|  |             |
|  | Ziapelta    |
|  |             |

|  | Talarurus         |
|  |                   |
|  | Nodocephalosaurus |
|  |                   |

|  | Ankylosaurus   |
|  |                |
|  | Anodontosaurus |
|  |                |

|  | Scolosaurus |
|  |             |
|  | Ziapelta    |
|  |             |

|  | Ankylosaurus   |
|  |                |
|  | Anodontosaurus |
|  |                |

|  | Scolosaurus |
|  |             |
|  | Ziapelta    |
|  |             |

|  | Talarurus         |
|  |                   |
|  | Nodocephalosaurus |
|  |                   |

|  | Ankylosaurus   |
|  |                |
|  | Anodontosaurus |
|  |                |

|  | Scolosaurus |
|  |             |
|  | Ziapelta    |
|  |             |

|  | Ankylosaurus   |
|  |                |
|  | Anodontosaurus |
|  |                |

|  | Scolosaurus |
|  |             |
|  | Ziapelta    |
|  |             |

|  | Talarurus         |
|  |                   |
|  | Nodocephalosaurus |
|  |                   |

|  | Ankylosaurus   |
|  |                |
|  | Anodontosaurus |
|  |                |

|  | Scolosaurus |
|  |             |
|  | Ziapelta    |
|  |             |

|  | Ankylosaurus   |
|  |                |
|  | Anodontosaurus |
|  |                |

|  | Scolosaurus |
|  |             |
|  | Ziapelta    |
|  |             |

|  | Saichania                                              |
|  |                                                        |
|  | \| \| Tarchia \| \| \| \| \| \| Zaraapelta \| \| \| \| |
|  |                                                        |
|  | Tarchia                                                |
|  |                                                        |
|  | Zaraapelta                                             |
|  |                                                        |

|  | Tarchia    |
|  |            |
|  | Zaraapelta |
|  |            |

|  | Talarurus         |
|  |                   |
|  | Nodocephalosaurus |
|  |                   |

|  | Ankylosaurus   |
|  |                |
|  | Anodontosaurus |
|  |                |

|  | Scolosaurus |
|  |             |
|  | Ziapelta    |
|  |             |

|  | Ankylosaurus   |
|  |                |
|  | Anodontosaurus |
|  |                |

|  | Scolosaurus |
|  |             |
|  | Ziapelta    |
|  |             |

|  | Talarurus         |
|  |                   |
|  | Nodocephalosaurus |
|  |                   |

|  | Ankylosaurus   |
|  |                |
|  | Anodontosaurus |
|  |                |

|  | Scolosaurus |
|  |             |
|  | Ziapelta    |
|  |             |

|  | Ankylosaurus   |
|  |                |
|  | Anodontosaurus |
|  |                |

|  | Scolosaurus |
|  |             |
|  | Ziapelta    |
|  |             |

|  | Talarurus         |
|  |                   |
|  | Nodocephalosaurus |
|  |                   |

|  | Ankylosaurus   |
|  |                |
|  | Anodontosaurus |
|  |                |

|  | Scolosaurus |
|  |             |
|  | Ziapelta    |
|  |             |

|  | Ankylosaurus   |
|  |                |
|  | Anodontosaurus |
|  |                |

|  | Scolosaurus |
|  |             |
|  | Ziapelta    |
|  |             |

|  | Talarurus         |
|  |                   |
|  | Nodocephalosaurus |
|  |                   |

|  | Ankylosaurus   |
|  |                |
|  | Anodontosaurus |
|  |                |

|  | Scolosaurus |
|  |             |
|  | Ziapelta    |
|  |             |

|  | Ankylosaurus   |
|  |                |
|  | Anodontosaurus |
|  |                |

|  | Scolosaurus |
|  |             |
|  | Ziapelta    |
|  |             |

|  | Saichania                                              |
|  |                                                        |
|  | \| \| Tarchia \| \| \| \| \| \| Zaraapelta \| \| \| \| |
|  |                                                        |
|  | Tarchia                                                |
|  |                                                        |
|  | Zaraapelta                                             |
|  |                                                        |

|  | Tarchia    |
|  |            |
|  | Zaraapelta |
|  |            |

|  | Talarurus         |
|  |                   |
|  | Nodocephalosaurus |
|  |                   |

|  | Ankylosaurus   |
|  |                |
|  | Anodontosaurus |
|  |                |

|  | Scolosaurus |
|  |             |
|  | Ziapelta    |
|  |             |

|  | Ankylosaurus   |
|  |                |
|  | Anodontosaurus |
|  |                |

|  | Scolosaurus |
|  |             |
|  | Ziapelta    |
|  |             |

|  | Talarurus         |
|  |                   |
|  | Nodocephalosaurus |
|  |                   |

|  | Ankylosaurus   |
|  |                |
|  | Anodontosaurus |
|  |                |

|  | Scolosaurus |
|  |             |
|  | Ziapelta    |
|  |             |

|  | Ankylosaurus   |
|  |                |
|  | Anodontosaurus |
|  |                |

|  | Scolosaurus |
|  |             |
|  | Ziapelta    |
|  |             |

|  | Talarurus         |
|  |                   |
|  | Nodocephalosaurus |
|  |                   |

|  | Ankylosaurus   |
|  |                |
|  | Anodontosaurus |
|  |                |

|  | Scolosaurus |
|  |             |
|  | Ziapelta    |
|  |             |

|  | Ankylosaurus   |
|  |                |
|  | Anodontosaurus |
|  |                |

|  | Scolosaurus |
|  |             |
|  | Ziapelta    |
|  |             |

|  | Talarurus         |
|  |                   |
|  | Nodocephalosaurus |
|  |                   |

|  | Ankylosaurus   |
|  |                |
|  | Anodontosaurus |
|  |                |

|  | Scolosaurus |
|  |             |
|  | Ziapelta    |
|  |             |

|  | Ankylosaurus   |
|  |                |
|  | Anodontosaurus |
|  |                |

|  | Scolosaurus |
|  |             |
|  | Ziapelta    |
|  |             |

|  | Saichania                                              |
|  |                                                        |
|  | \| \| Tarchia \| \| \| \| \| \| Zaraapelta \| \| \| \| |
|  |                                                        |
|  | Tarchia                                                |
|  |                                                        |
|  | Zaraapelta                                             |
|  |                                                        |

|  | Tarchia    |
|  |            |
|  | Zaraapelta |
|  |            |

|  | Talarurus         |
|  |                   |
|  | Nodocephalosaurus |
|  |                   |

|  | Ankylosaurus   |
|  |                |
|  | Anodontosaurus |
|  |                |

|  | Scolosaurus |
|  |             |
|  | Ziapelta    |
|  |             |

|  | Ankylosaurus   |
|  |                |
|  | Anodontosaurus |
|  |                |

|  | Scolosaurus |
|  |             |
|  | Ziapelta    |
|  |             |

|  | Talarurus         |
|  |                   |
|  | Nodocephalosaurus |
|  |                   |

|  | Ankylosaurus   |
|  |                |
|  | Anodontosaurus |
|  |                |

|  | Scolosaurus |
|  |             |
|  | Ziapelta    |
|  |             |

|  | Ankylosaurus   |
|  |                |
|  | Anodontosaurus |
|  |                |

|  | Scolosaurus |
|  |             |
|  | Ziapelta    |
|  |             |

|  | Talarurus         |
|  |                   |
|  | Nodocephalosaurus |
|  |                   |

|  | Ankylosaurus   |
|  |                |
|  | Anodontosaurus |
|  |                |

|  | Scolosaurus |
|  |             |
|  | Ziapelta    |
|  |             |

|  | Ankylosaurus   |
|  |                |
|  | Anodontosaurus |
|  |                |

|  | Scolosaurus |
|  |             |
|  | Ziapelta    |
|  |             |

|  | Talarurus         |
|  |                   |
|  | Nodocephalosaurus |
|  |                   |

|  | Ankylosaurus   |
|  |                |
|  | Anodontosaurus |
|  |                |

|  | Scolosaurus |
|  |             |
|  | Ziapelta    |
|  |             |

|  | Ankylosaurus   |
|  |                |
|  | Anodontosaurus |
|  |                |

|  | Scolosaurus |
|  |             |
|  | Ziapelta    |
|  |             |

|  | Saichania                                              |
|  |                                                        |
|  | \| \| Tarchia \| \| \| \| \| \| Zaraapelta \| \| \| \| |
|  |                                                        |
|  | Tarchia                                                |
|  |                                                        |
|  | Zaraapelta                                             |
|  |                                                        |

|  | Tarchia    |
|  |            |
|  | Zaraapelta |
|  |            |

|  | Talarurus         |
|  |                   |
|  | Nodocephalosaurus |
|  |                   |

|  | Ankylosaurus   |
|  |                |
|  | Anodontosaurus |
|  |                |

|  | Scolosaurus |
|  |             |
|  | Ziapelta    |
|  |             |

|  | Ankylosaurus   |
|  |                |
|  | Anodontosaurus |
|  |                |

|  | Scolosaurus |
|  |             |
|  | Ziapelta    |
|  |             |

|  | Talarurus         |
|  |                   |
|  | Nodocephalosaurus |
|  |                   |

|  | Ankylosaurus   |
|  |                |
|  | Anodontosaurus |
|  |                |

|  | Scolosaurus |
|  |             |
|  | Ziapelta    |
|  |             |

|  | Ankylosaurus   |
|  |                |
|  | Anodontosaurus |
|  |                |

|  | Scolosaurus |
|  |             |
|  | Ziapelta    |
|  |             |

|  | Talarurus         |
|  |                   |
|  | Nodocephalosaurus |
|  |                   |

|  | Ankylosaurus   |
|  |                |
|  | Anodontosaurus |
|  |                |

|  | Scolosaurus |
|  |             |
|  | Ziapelta    |
|  |             |

|  | Ankylosaurus   |
|  |                |
|  | Anodontosaurus |
|  |                |

|  | Scolosaurus |
|  |             |
|  | Ziapelta    |
|  |             |

|  | Talarurus         |
|  |                   |
|  | Nodocephalosaurus |
|  |                   |

|  | Ankylosaurus   |
|  |                |
|  | Anodontosaurus |
|  |                |

|  | Scolosaurus |
|  |             |
|  | Ziapelta    |
|  |             |

|  | Ankylosaurus   |
|  |                |
|  | Anodontosaurus |
|  |                |

|  | Scolosaurus |
|  |             |
|  | Ziapelta    |
|  |             |

|  | Saichania                                              |
|  |                                                        |
|  | \| \| Tarchia \| \| \| \| \| \| Zaraapelta \| \| \| \| |
|  |                                                        |
|  | Tarchia                                                |
|  |                                                        |
|  | Zaraapelta                                             |
|  |                                                        |

|  | Tarchia    |
|  |            |
|  | Zaraapelta |
|  |            |

|  | Talarurus         |
|  |                   |
|  | Nodocephalosaurus |
|  |                   |

|  | Ankylosaurus   |
|  |                |
|  | Anodontosaurus |
|  |                |

|  | Scolosaurus |
|  |             |
|  | Ziapelta    |
|  |             |

|  | Ankylosaurus   |
|  |                |
|  | Anodontosaurus |
|  |                |

|  | Scolosaurus |
|  |             |
|  | Ziapelta    |
|  |             |

|  | Talarurus         |
|  |                   |
|  | Nodocephalosaurus |
|  |                   |

|  | Ankylosaurus   |
|  |                |
|  | Anodontosaurus |
|  |                |

|  | Scolosaurus |
|  |             |
|  | Ziapelta    |
|  |             |

|  | Ankylosaurus   |
|  |                |
|  | Anodontosaurus |
|  |                |

|  | Scolosaurus |
|  |             |
|  | Ziapelta    |
|  |             |

|  | Talarurus         |
|  |                   |
|  | Nodocephalosaurus |
|  |                   |

|  | Ankylosaurus   |
|  |                |
|  | Anodontosaurus |
|  |                |

|  | Scolosaurus |
|  |             |
|  | Ziapelta    |
|  |             |

|  | Ankylosaurus   |
|  |                |
|  | Anodontosaurus |
|  |                |

|  | Scolosaurus |
|  |             |
|  | Ziapelta    |
|  |             |

|  | Talarurus         |
|  |                   |
|  | Nodocephalosaurus |
|  |                   |

|  | Ankylosaurus   |
|  |                |
|  | Anodontosaurus |
|  |                |

|  | Scolosaurus |
|  |             |
|  | Ziapelta    |
|  |             |

|  | Ankylosaurus   |
|  |                |
|  | Anodontosaurus |
|  |                |

|  | Scolosaurus |
|  |             |
|  | Ziapelta    |
|  |             |

|  | Saichania                                              |
|  |                                                        |
|  | \| \| Tarchia \| \| \| \| \| \| Zaraapelta \| \| \| \| |
|  |                                                        |
|  | Tarchia                                                |
|  |                                                        |
|  | Zaraapelta                                             |
|  |                                                        |

|  | Tarchia    |
|  |            |
|  | Zaraapelta |
|  |            |

|  | Talarurus         |
|  |                   |
|  | Nodocephalosaurus |
|  |                   |

|  | Ankylosaurus   |
|  |                |
|  | Anodontosaurus |
|  |                |

|  | Scolosaurus |
|  |             |
|  | Ziapelta    |
|  |             |

|  | Ankylosaurus   |
|  |                |
|  | Anodontosaurus |
|  |                |

|  | Scolosaurus |
|  |             |
|  | Ziapelta    |
|  |             |

|  | Talarurus         |
|  |                   |
|  | Nodocephalosaurus |
|  |                   |

|  | Ankylosaurus   |
|  |                |
|  | Anodontosaurus |
|  |                |

|  | Scolosaurus |
|  |             |
|  | Ziapelta    |
|  |             |

|  | Ankylosaurus   |
|  |                |
|  | Anodontosaurus |
|  |                |

|  | Scolosaurus |
|  |             |
|  | Ziapelta    |
|  |             |

|  | Talarurus         |
|  |                   |
|  | Nodocephalosaurus |
|  |                   |

|  | Ankylosaurus   |
|  |                |
|  | Anodontosaurus |
|  |                |

|  | Scolosaurus |
|  |             |
|  | Ziapelta    |
|  |             |

|  | Ankylosaurus   |
|  |                |
|  | Anodontosaurus |
|  |                |

|  | Scolosaurus |
|  |             |
|  | Ziapelta    |
|  |             |

|  | Talarurus         |
|  |                   |
|  | Nodocephalosaurus |
|  |                   |

|  | Ankylosaurus   |
|  |                |
|  | Anodontosaurus |
|  |                |

|  | Scolosaurus |
|  |             |
|  | Ziapelta    |
|  |             |

|  | Ankylosaurus   |
|  |                |
|  | Anodontosaurus |
|  |                |

|  | Scolosaurus |
|  |             |
|  | Ziapelta    |
|  |             |

## Storia della scoperta

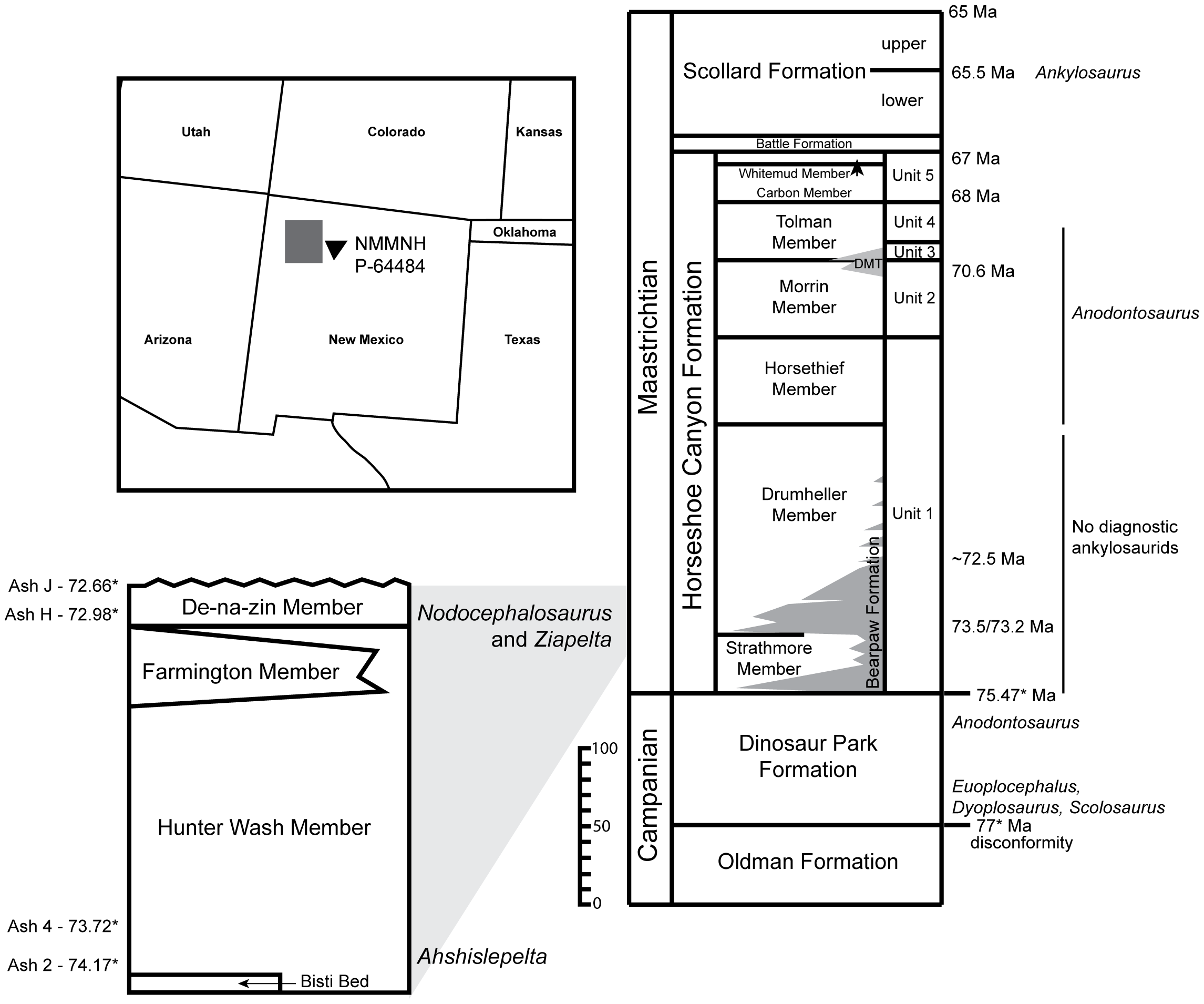
Locazione e stratigrafia del luogo del ritrovamento

Nel 2011, una spedizione guidata da Robert Michael Sullivan, per commissione del New Mexico Museum of Natural History e dello State Museum of Pennsylvania, scoprì un certo numero di fossili di Z. sanjuanensis, nella Formazione Kirtland. Gli esemplari sono stati ritrovati nella Hunter Wash e De -na-zin Member della formazione, nella Bisti/De-Na-Zin Wilderness, nel Nuovo Messico. La specie Z. sanjuanensis è stata identificata come una nuova specie da un certo numero di fossili tra cui l'olotipo NMMNH P-64484 trovato nel membro De-na-zin e costituito da un cranio completo privo di mascella inferiore, parte dei primi due semianelli cervicali e un gran numero di osteodermi parziali; e un campione di riferimento NMMNH P-66930 del precedente Hunter Wash Member, costituito da un primo semianello cervicale. Grazie alla datazione dell'argon degli strati di cenere, l'età del cranio dell'olotipo è stata determinata tra i 72,98 e i 72,62 milioni di anni, nel tardo Campaniano. Gli esemplari sono stati preparati da Amanda K. Cantrell e Thomas L. Suazo, e in seguito da Larry Rinehart.
Nel 2014, Victoria Megan Arbor, Michael Burns, Robert Sullivan, Spencer Lucas, Amanda Cantrell, Joshua Fry e Thomas Suazo nominarono la specie tipo Ziapelta sanjuanensis. Il genere, Ziapelta, prende il nome dal simbolo del sole Zia, un'immagine religiosa per il popolo di Zia e un elemento della bandiera del Nuovo Messico, e la parola latina pelta ossia "scudo", che si riferisce agli osteodermi degli ankylosauridi. Il nome specifico, sanjuanensis, proviene invece dalla Contea di San Juan, dove sono stati scoperti i fossili.

## Paleoecologia
La relazione tra Nodocephalosaurus e gli ankylosauridi asiatici indica una massiccia migrazione tra Asia e Laramidia. Il provincialismo, nel senso di una separazione faunistica tra le regioni settentrionali e meridionali di Laramidia, non può essere dedotto dal fatto che Ziapelta non era presente nell'habitat condiviso dai suoi parenti Anodontosaurus, Euoplocephalus, Dyoplosaurus e Scolosaurus, poiché lo Ziapelta proviene da strati più recenti di questi.